# Старунский, Юрий Васильевич
Юрий Васильевич Старунский (17 апреля 1945, Киев — 24 декабря 2010, Москва) — советский волейболист, волейбольный тренер. Игрок сборной СССР (1970—1976). Двукратный призёр Олимпийских игр (1972, 1976), двукратный чемпион Европы, 13-кратный чемпион СССР. Связующий. Заслуженный мастер спорта СССР (1975), заслуженный тренер России.

## Биография
Выступал за команды: до 1970 года СКА (Киев), с 1970 — ЦСКА. В составе ЦСКА: 5-кратный обладатель Кубка Европейских чемпионов (1973—1975, 1977, 1982), 13-кратный чемпион СССР (1970—1982), обладатель Кубка СССР (1980). В составе сборной Москвы становился чемпионом (1975, 1979) и серебряным призёром (1971) Спартакиад народов СССР. Двукратный победитель чемпионата дружественных армий (1973, 1978).
В составе сборной СССР: бронзовый (1972) и серебряный (1976) призёр Олимпийских игр, серебряный призёр чемпионата мира (1974), двукратный чемпион Европы (1971, 1975). 
После окончания спортивной карьеры работал тренером. Выпускник Московского областного государственного института физической культуры (1980). Тренер женской сборной команды СССР (1983—1987) — серебряного призёра чемпионатов Европы (1983, 1987), чемпиона Европы (1985). Тренер женской волейбольной команды ЦСКА (1983—1988) — чемпиона СССР (1985), обладателя Кубка СССР (1984) и Кубка Европейских чемпионов (1986). Проректор по спортивно-воспитательной работе Института физической культуры и спорта (Москва). В последние годы жизни работал главным тренером волейбольного клуба первой лиги «Спартак» Москва.
Заслуженный тренер России. Награждён двумя медалями «За трудовое отличие» (1972, 1982).
Юрий Старунский умер 24 декабря 2010 года. Похоронен на Митинском кладбище.